# 고용노동부고객상담센터
고용노동부고객상담센터(雇傭勞動部顧客相談센터)는 대한민국 고용노동부의 소속기관이다. 2016년 3월 1일 책임운영기관으로 지정됐으며, 울산광역시 중구 종가로 405-3에 위치하고 있다. 소장은 임기제 서기관 또는 행정사무관으로 보한다.

## 직무
- 전국 단일번호(1350)에 의한 103개 고용지원센터 대표전화 일괄접수 대응
- 인터넷(국민권익위 신문고, 빠른인터넷상담, 모바일상담)으로 접수된 고용노동 관련 질의에 대한 회신
- 고용노동상담사례에 대한 데이터베이스 구축 및 상담을 통한 제도 개선 사항의 수집
- 카카오톡을 통한 실시간 문자 상담
- 챗봇을 통한 실업급여분야 자동상담

## 연혁
- 2004년 12월 31일: 노동부 소속으로 종합상담센터 설치 (위치:안양)
- 2010년 7월 5일: 고용노동부 소속 고객상담센터로 개편.
- 2013년 2월18일: 울산 혁신도시 이전 개소식
- 2016년 3월 1일: 고용노동부고객상담센터로 개편하고 책임운영기관으로 지정.
- 2021년 1월 1일: 민간위탁업무(안양,천안,광주) 구성원 500여명을 직고용 공무직 전환.

## 조직

### 소장
- 기획지원과[2] : 예산,인사,채용,시설관리,홍보,책임운영기관 관련업무
- 전화상담과[2]

```
울산상담센터 (근로기준법,노동관계법,국민취업지원제도 상담)
광주상담센터 (실업급여,국민내일배움카드)
천안상담센터 (실업급여,모성보호,취업지원,청년내일배움)
안양상담센터 (실업급여,사업주지원금)
```

- 인터넷상담과[2] : 국민신문고를 통한 질의답변, 빠른인터넷상담, 모바일상담